# Karl Stieler
Karl Stieler (født 15. december 1842 i München, død 12. april 1885 sammesteds) var en tysk dialektdigter, søn af maleren Joseph Karl Stieler.
Han studerede jura i sin fødeby, blev 1882 arkivar i Rigsarkivet, foretog forskellige rejser, som han livfuldt og underholdende skildrede i Allgemeine Zeitung.
Han udviklede sig til en meget original, lidt sentimental digter i bayersk dialekt og udgav digtsamlinger, som Bergbleameln (1865), Weils mi freut og Habt’s a Schneid.
Men også højtyske digte findes fra hans hånd, samlede i Hochlandslieder og Neue Hochlandslieder. I Ein Winteridyll viser Stieler sig som en stemningsfuld og poetisk landskabsskildrer.
Gesammelte Werke udkom i 3 bind 1908, Gesammelte Dichtungen, højtysk med en biografisk indledning af A. Dreyer 1908, Bilder aus Bayern, folkeudgave ligeledes 1908.